# 雙斑尖唇魚
雙斑尖唇魚又名雙斑唇魚，為輻鰭魚綱鱸形目隆頭魚亞目隆頭魚科的其中一種。

## 分布
本魚印度太平洋區，包括東非、南非、印度、馬爾地夫、模里西斯、塞席爾群島、斯里蘭卡、日本、臺灣、澳洲、馬來西亞、印尼、菲律賓、斐濟、東加、泰國、越南、關島、馬紹爾群島、帛琉、新喀里多尼亞、東加、萬那杜等海域。

## 深度
水深2至110公尺。

## 特徵
本魚體側扁，頭部具粉紅色放射紋，體呈紅棕或黃綠色，甚至粉紅色；體側上有一明顯黑點，中央近後方具3個黃色小斑與紅色細紋，尾鰭菱形。背鰭硬棘9枚、背鰭軟條10至11枚、臀鰭硬棘3枚、臀鰭軟條8枚。體長可達15公分。

## 生態
本魚棲息於碎石區或充滿海藻的水流較緩處，游泳方式為一游一停，停止時會張開全身各鰭。屬肉食性，以小型底棲動物為食。

## 經濟利用
可食，但多不作食用，一般作觀賞魚來飼養。